# Kerivoula hardwickii
Kerivoula hardwickii је врста слепог миша из породице вечерњака (лат. Vespertilionidae).

## Распрострањење
Ареал врсте покрива средњи број држава у Азији. Врста је присутна у Брунеју, Индонезији, Камбоџи, Кини, Лаосу, Бурми, Вијетнаму, Малезији, Тајланду и Филипинима.

## Станиште
Станишта врсте су шуме, бамбусове шуме, пећине и обрадиве површине. Врста је по висини распрострањена од 60 до 2.100 метара надморске висине.

## Угроженост
Ова врста није угрожена, и наведена је као последња брига јер има широко распрострањење.